# Olha Korobka
Olha Vasylivna Korobka –en ucraniano, Ольга Василівна Коробка– (Bobrovytsia, URSS, 7 de diciembre de 1985) es una deportista ucraniana que compitió en halterofilia.
Participó en dos Juegos Olímpicos de Verano, en los años 2004 y 2008, obteniendo una medalla de plata en Pekín 2008, en la categoría de +75 kg; medalla que perdió posteriormente por dopaje.
Ganó tres medallas de bronce en el Campeonato Mundial de Halterofilia entre los años 2003 y 2007, y tres medallas de oro en el Campeonato Europeo de Halterofilia entre los años 2006 y 2008.

## Palmarés internacional
| Juegos Olímpicos   | Juegos Olímpicos                | Juegos Olímpicos  | Juegos Olímpicos |
| Año                | Lugar                           | Medalla           | Categoría        |
| ------------------ | ------------------------------- | ----------------- | ---------------- |
| 2008               | Pekín (China)                   | DSC               | 75 kg            |
| Campeonato Mundial |                                 |                   |                  |
| Año                | Lugar                           | Medalla           | Categoría        |
| 2003               | Vancouver (Canadá)              | Medalla de bronce | +75 kg           |
| 2006               | Santo Domingo (Rep. Dominicana) | Medalla de bronce | +75 kg           |
| 2007               | Chiang Mai (Tailandia)          | Medalla de bronce | +75 kg           |
| Campeonato Europeo |                                 |                   |                  |
| Año                | Lugar                           | Medalla           | Categoría        |
| 2006               | Władysławowo (Polonia)          | Medalla de oro    | +75 kg           |
| 2007               | Estrasburgo (Francia)           | Medalla de oro    | +75 kg           |
| 2008               | Lignano Sabbiadoro (Italia)     | Medalla de oro    | +75 kg           |